# Заграничний Валентин Анатолійович
Валенти́н Анато́лійович Заграни́чний (9 грудня 1978, Миколаїв — 28 серпня 2014, Многопілля) — капітан 2 рангу (посмертно) Збройних сил України, учасник російсько-української війни.

## Біографія
Народився 9 грудня 1978 року в Миколаєві. Закінчив миколаївську ЗОШ № 15. 1995-го вступив, а у 1999 році закінчив Одеський інститут Сухопутних військ України.
Заступник командира загону з ПДП, 73-й морський центр спеціального призначення. Підготував велику кількість парашутистів центру.
28 серпня 2014-го, будучи командиром розвідувальної групи, при виконанні бойового завдання був жорстоко вбитий терористами під Многопіллям.
3 вересня 2014 року його тіло разом з тілами 96 інших загиблих у так званому Іловайському котлі привезли до дніпропетровського моргу. 16 жовтня 2014-го тимчасово похований на Краснопільському цвинтарі міста Дніпропетровська, як невпізнаний герой. Упізнаний за тестами ДНК.
Без Валентина лишились батьки, дружина та син.
Перепохований 5 травня 2015 року в місті Миколаїв.

## Нагороди
- Орден «За мужність» ІІІ ст. (21 жовтня 2014) — за особисту мужність і героїзм, виявлені у захисті державного суверенітету та територіальної цілісності України, вірність військовій присязі під час російсько-української війни[1]
- Медаль «10 років Збройним Силам України»;
- Медаль «15 років Збройним Силам України»;
- Медаль «За сумлінну службу» ІІ та ІІІ ступенів.
- Рішенням Вінницької громадської організації «Союз ветеранів Військово-морської розвідки» нагороджений офіцерським морським Хрестом за розвідку (посмертно).
- Наказом командира в/ч А1594 від 29.12.2014 № 926 за мужність і відвагу, проявлені при виконанні військового обов'язку, прізвище капітана 2 рангу Закордонного занесене до Книги Пошани військової частини А1594.
- Його портрет розміщений на меморіалі «Стіна пам'яті полеглих за Україну» у Києві: секція 3, ряд 5, місце 14
- Вшановується 29 серпня на щоденному ранковому церемоніалі вшанування українських захисників, які загинули цього дня у різні роки внаслідок російської збройної агресії[2]
- в миколаївській ЗОШ № 15 йому відкрито меморіальну дошку